# Johan Niklas Billborg
Johan Niklas Billborg, född 1742, död 1816, var en svensk handelsman och riksdagsman.
Johan Niklas Billborg var handlande i Norrtälje. Han var riksdagsman i borgarståndet för Norrtälje och Sigtuna vid den urtima riksdagen 1810 och var då bland annat ledamot i allmänna besvärs- och ekonomiutskottet samt i nämnden för val av tronföljare.